# Toma Gönyűi
Toma Gönyűi (în maghiară Gönyüi Tamás), (n.  ? – d. 1358) a fost voievod al Transilvaniei în anul 1351.